# Parapogon kandyiana
Parapogon kandyiana är en insektsart som beskrevs av William Lucas Distant 1908. Parapogon kandyiana ingår i släktet Parapogon och familjen hornstritar. Inga underarter finns listade i Catalogue of Life.